# 오류주박기지
인천교통공사 오류주박기지(梧柳基地事業所)는 대한민국 인천광역시 서구 오류동에 있는 인천교통공사 소속 인천 도시철도 2호선의 차량기지이다. 심야에 12편성이 주박한다. 

## 업무
- 인천교통공사 2000호대 전동차 입·출고 검수관리 및 주박